# L'Ombre tragique
L'Ombre tragique est un film muet français réalisé par Louis Feuillade et sorti en 1915.

## Fiche technique
- Titre : L'Ombre tragique
- Réalisation et scénario : Louis Feuillade
- Société de production : Société des Établissements L. Gaumont
- Format : Noir et blanc — 35 mm — 1,33:1 — Muet
- Pays d'origine :  France
- Genre :
- Année de sortie : 1915

## Distribution
- Yvette Andréyor